# Пате-ипа, Виктор Дмитриевич
Ви́ктор Дми́триевич Пате́-ипа (Пате́й-ипа) (22 апреля 1898, Лыхны — 22 декабря 1941, Сухум) — советский оператор документального и игрового кино, организатор кинопроизводства. Пионер абхазского кинематографа, первый абхазский кинооператор. Жертва политических репрессий в СССР.

## Биография
Родился 22 апреля 1898 года в селе Лыхны Сухумского округа Кутаисской губернии, В детстве увлекался рисованием и музыкой.
В юношеском возрасте жил в Киеве в семье генерала — друга отца. Получил художественное (по другим  сведениям музыкальное) образование. Параллельно учиться киноделу, работал на кинофабриках Харькова, Одессы, Киева. С 1922 года работал инструктором, контролёром в Сухуме.
В конце 1923 года переехал в Москву, работал помощником оператора в киноателье «Н. Козловский, С. Юрьев и Ко.». В конце 1924 года вернулся в Абхазию, сотрудничал с Госкино, занимался организационными вопросами по созданию кинофабрики «Абгоскино».
В 1925 году поступил в Государственный техникум кинематографии на натурный (актёрский), позже — на операторский факультет. Будучи студентом 1 курса, в составе съёмочной группы Ленинградской фабрики Госкино участвовал в съёмках кинокартины «Под властью Адата». В сентябре 1925 года — оператор, редактор-монтажёр отдела хроники «Совкино», В 1926 году — оператор, помощник режиссёра 1-й фабрики Госкино.
Первый абхазский кинооператор. Летом 1927 по заказу Главного курортного управления СССР на киностудии «Абгоскино» снял фильм о курортах Абхазии — «Абхазия на экране». Картина, как часть, вошла в фильм о советских курортах, который демонстрировался в октябре 1927 в года в Лионе на Международном конгрессе по медицинской биологии и бальнеологии. Фильм был первым киноматериалом об Абхазии, демонстрировавшимся за границей. Многие годы снимал кинохронику в Абхазии, в разных регионах Кавказа, Поволжья.
В 1928 году — оператор, помощник режиссёра кинофабрики «Межрабпом-Русь», в 1929—1931 годах — оператор Ялтинской кинофабрики АО «Востоккино». В 1932 году — оператор киностудии «Культкино».
Это был творческий человек. Активный, ищущий, очень интересный и талантливый. <…> Очень много сделал для того, чтобы продвигать кино в деревнях Абхазии. Он сам лично возил на арбе кинопередвижку. Его очень любили в народе, его ждали. Благодаря ему очень многие абхазы увидели впервые кино.
В 1932 году вернулся в Абхазию, работал начальником Абхазского отдела Госкинпрома Грузии. В 1933 году звукофицировал кинотеатр «Апсны» в Сухуме, ускорил строительство звукового кинотеатра «Алашара». Организовывал кинопередвижки, обслуживающие горные районы республики. В 1936 году с участием А. П. Довженко прорабатывал вопрос создания киногорода — «Советского Голливуда» в Абхазии в селе Мгудзырхуа.
Принимал участие в съёмках кинокартин «Весёлые ребята» (1934), «По Абхазии» (1937), «Дама в зелени» (1938), «В людях» (1939), «Девушка из Хидобани» (1940), «20 лет Советской Абхазии» и других.
Арестован 31 августа 1941 года по делу «О нелегальной контрреволюционной национал-социалистической организации в Абхазии». Приговорён 18 ноября 1941 года в Сухуме выездным заседанием Военного трибунала войск НКВД Грузинской ССР по статьям 58-3, 58-10, 58-11 Уголовного кодекса Грузинской ССР к ВМН с конфискацией имущества. Расстрелян 22 декабря 1941 года. Реабилитирован 2 июня 1959 года Военной коллегией Верховного Суда СССР.

### Семья
- отец —  Дмитрий Соломонович Пате-ипа (происхождение — из крестьян)[2];
- мать —  Екатерина Засхановна Пате-ипа[2];
- жена — Софья Ивановна Пате-Ипа (Смирнова) (1905—1989)[2];
  - дочь — София Викторовна Хамутова[2].

## Избранная фильмография

### Оператор
- 1926 — Под властью Адата (совместно с Н. Козловским)
- 1926 — Потомок араба
- 1926 — Абхазия на экране
- 1927 — Закон гор (совместно с А. Поликевичем)
- 1928 — Секрет секретов
- 1929 — Комета (совместно с Б. Франциссоном)[22]
- 1929 — Марийцы (документальный)
- 1930 — Через лесную дорогу (документальный)
- 1930 — Два ключа (совместно с К. Венцем, И. Тартаковским, Р. Лапинским)
- 1931 — Монголия (документальный)
- 1932 — Жизнь и быт Казахстана / Джайляу (документальный)

### Актёр
- 1926 — Под властью Адата — эпизод
- 1936 — Красный маляр — лётчик (нет в титрах)

## Память
В 2012 и 2013 годах в Сухуме проходил I и II Молодёжный кинофестиваль любительского кино имени Виктора Пате-ипа, организованный Госкомитетом по делам молодёжи и спорта Республики Абхазия.
В 2013 году телекомпанией «Абаза-ТВ» в передаче Пост-Фактум был показан документальный фильм «Виктор Пате-ипа: человек с киноаппаратом».

## Комментарии
1. ↑  В ряде источников фамилия указывается как Патэ-ипа[3], Патеипа, Патейипа.
2. ↑  В книге «Абхазия. Краткая энциклопедия в двух томах. Т. II», 2022, С. 178 ошибочно указан год рождения Пате-ипа как 1888[2].
3. ↑  Проект по созданию киногорода в Абхазии не был реализован.